# Maschinenbauanstalt Humboldt

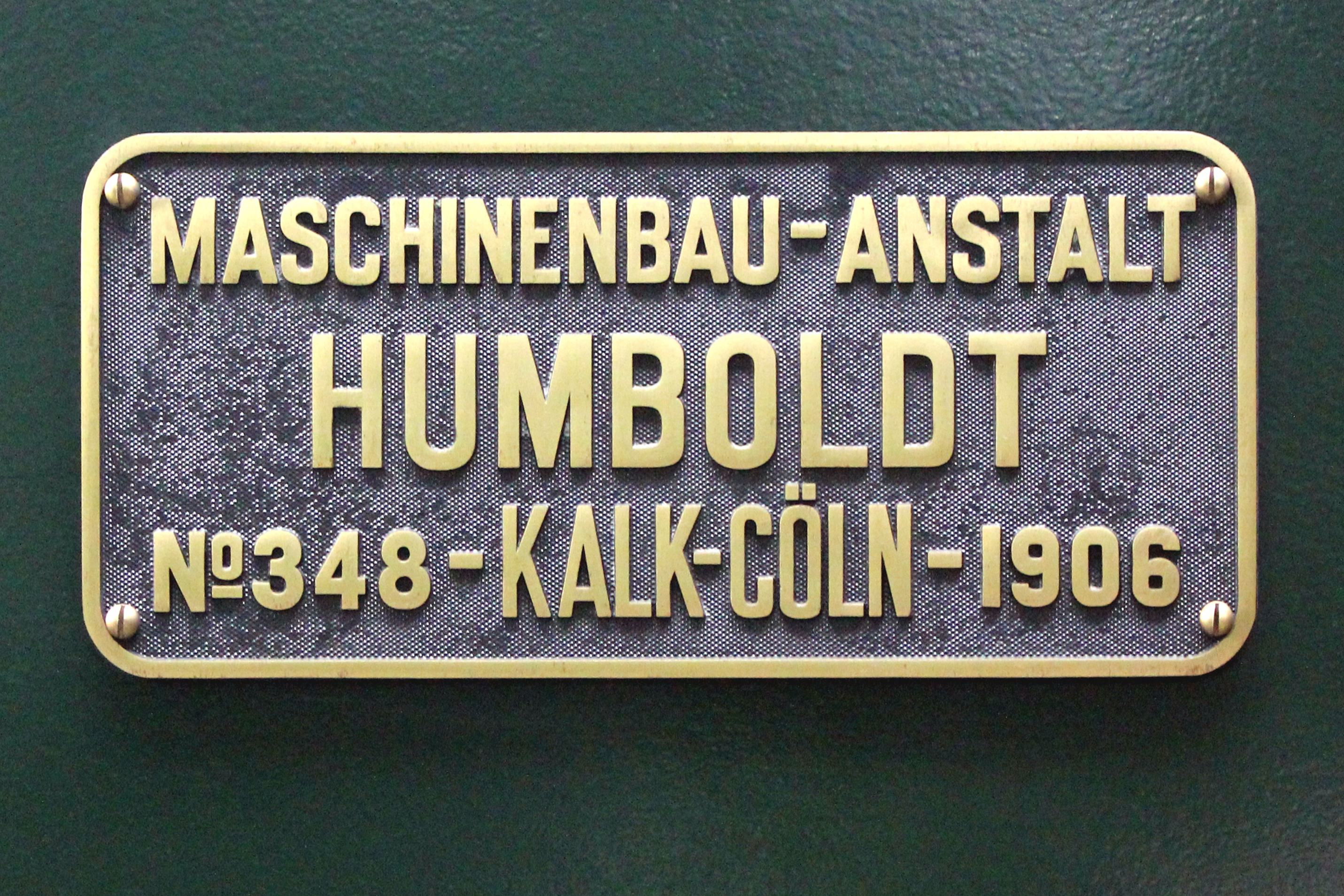
Typenschild einer der Mallet-Lokomotiven, die Humboldt 1906 für die Brohltalbahn baute

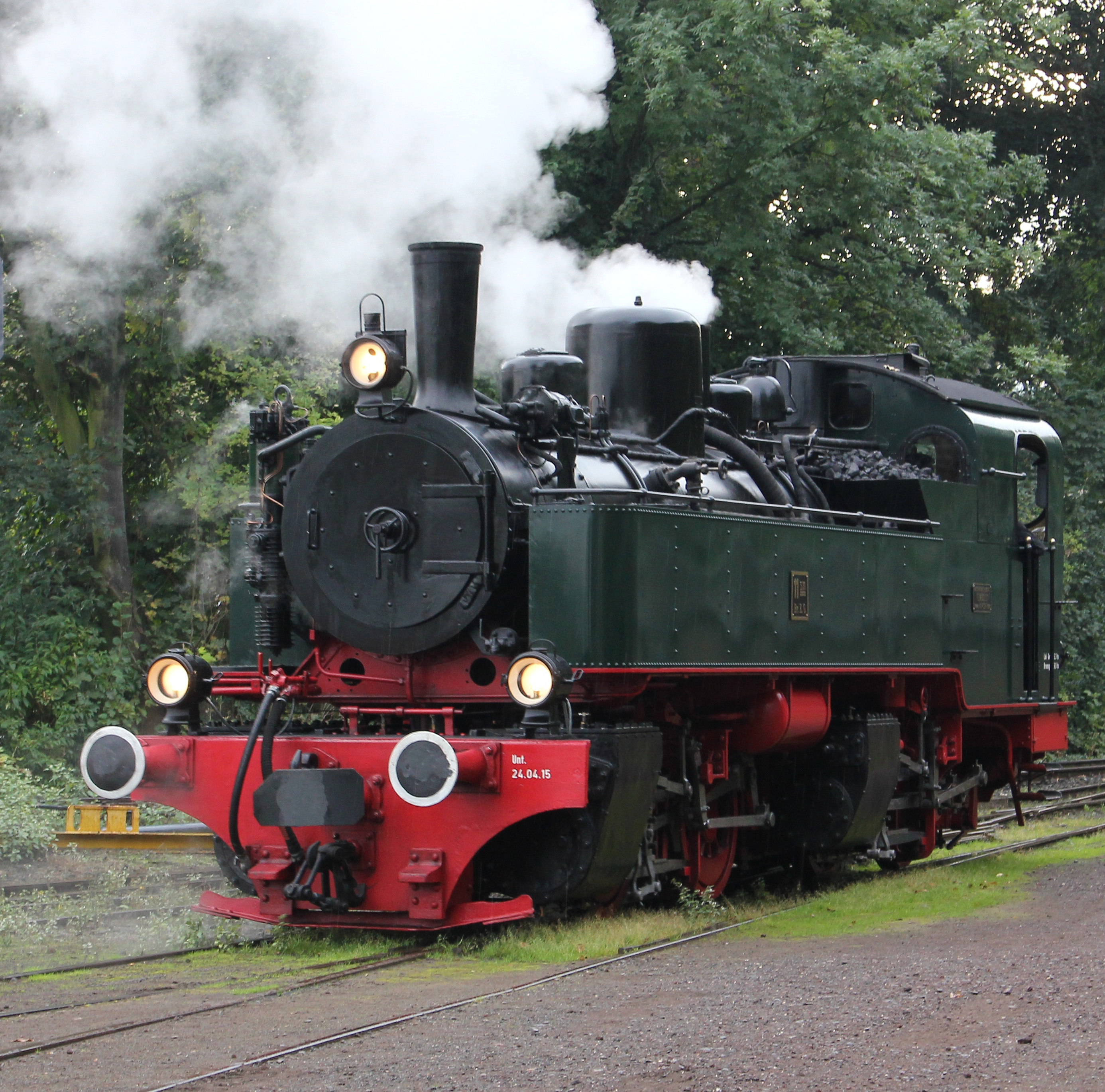
Mallet-Lokomotive von Humboldt

Aktie über 100 RM der Maschinenbau-Anstalt Humboldt vom Februar 1928

Die Maschinenbauanstalt Humboldt war ein deutsches Maschinenbau-Unternehmen in der Rechtsform einer Aktiengesellschaft mit Sitz in Kalk. Sie war eines der Vorläuferunternehmen der späteren Deutz AG.
Als Ursprung des Unternehmens gilt ein Betrieb von Wimmar Breuer, der in Kalk seit 1853 Lochbleche herstellte. Er wurde 1856 von Breuer sowie den Teilhabern Neuerburg und Sievers als Maschinenfabrik für den Bergbau von Sievers & Co. in Kalk bei Deutz am Rhein aufgebaut.
Die daraus 1871 entstandene Maschinenbau-AG Humboldt wurde wegen Verschuldung bereits 1884 liquidiert, als neues Unternehmen wurde im Juli 1884 die Maschinenbau-Anstalt Humboldt AG gegründet. Unter dieser Firma wurde 1896 der Lokomotivbau aufgenommen. Dazu wurden die Anlagen einer liquidierten Maschinenfabrik in Güstrow erworben und am 24. September 1898 die erste Dampflokomotive ausgeliefert. Unter anderem wurden von 1911 bis 1913 beispielsweise 81 Stück der preußischen S 6 und insgesamt 77 Exemplare der verschiedenen Varianten der preußischen G 5 gebaut. 
Am 22. Dezember 1924 wurde mit der Motorenfabrik Deutz AG ein Interessengemeinschaftsvertrag geschlossen, beide Unternehmen gehörten bereits zum Wirtschaftsimperium von Peter Klöckner. „Die Organe der Interessen-Gemeinschaft haben die Aufgabe, die Bauprogramme beider Gesellschaften zu verteilen, den gemeinsamen Einkauf von Materialien für sämtliche Werke und den gemeinsamen Vertrieb und die Propaganda für sämtliche Produkte beider Gesellschaften zu organisieren.“
1925 entstand die Öllokomotivenbau GmbH, an der Humboldt, Deutz und Henschel & Sohn in Kassel beteiligt waren. Nach dem Bau von nur einer Lokomotive löste sich diese Gesellschaft 1928 wieder auf. Im selben Jahr stellte Humboldt nach insgesamt über 1700 gebauten Lokomotiven den Lokomotivbau wegen Auftragsmangels ein. Am 17. Oktober 1930 wurden Deutz und die Motorenfabrik Oberursel auf Humboldt fusioniert, und das vereinigte Unternehmen in Humboldt-Deutzmotoren AG umfirmiert. 1938 wurde die Isselburger Hütte übernommen, und es entstand durch einen Organschaftsvertrag mit den Klöckner-Werken die bekannte Klöckner-Humboldt-Deutz AG (KHD). Heute ist ein Namensbestandteil noch in KHD Humboldt Wedag International zu finden, einem ursprünglich aus der Deutz AG ausgelagerten Unternehmensteil des Anlagenbaus.

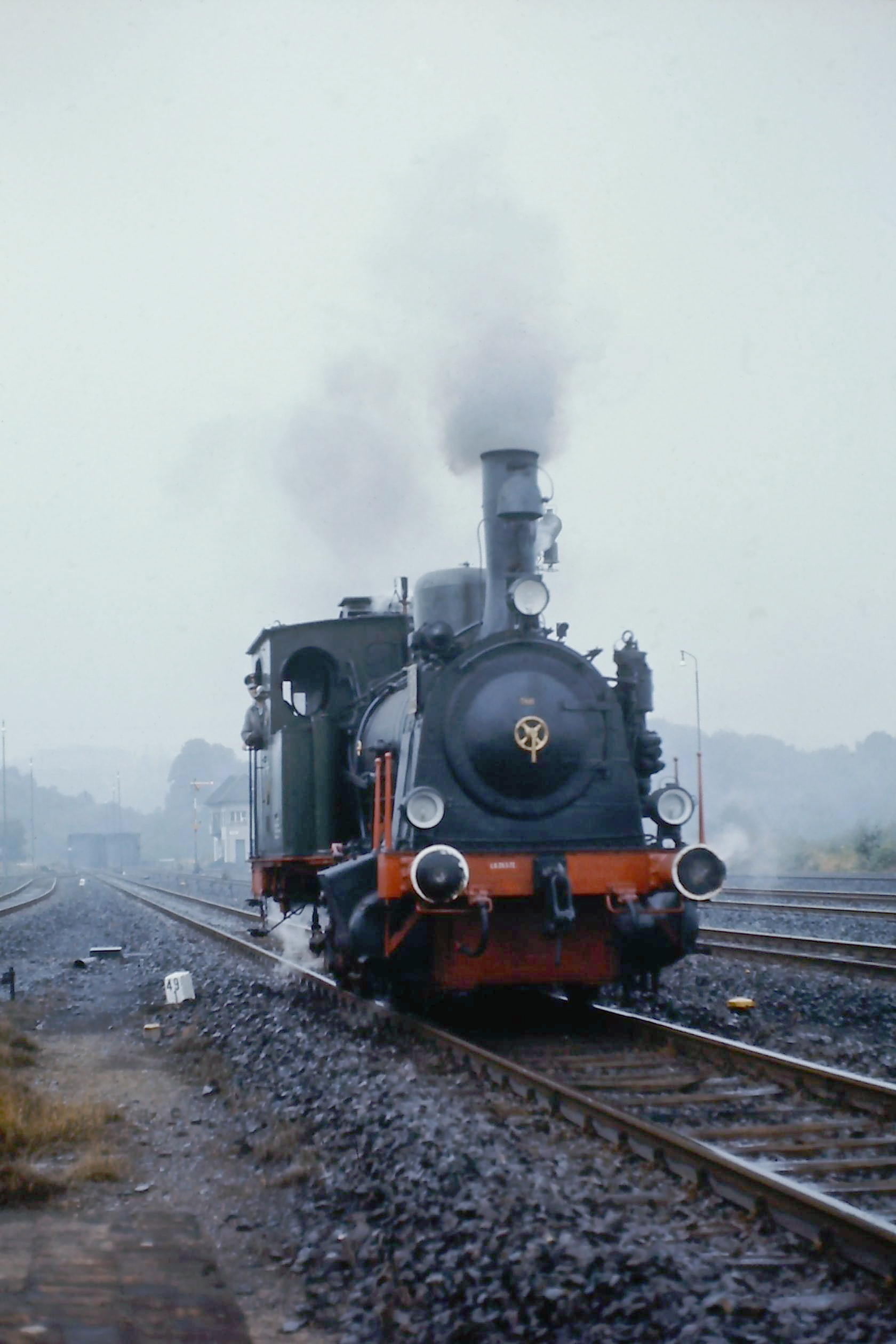
Fabrik-Nr. 210 Walsum 5
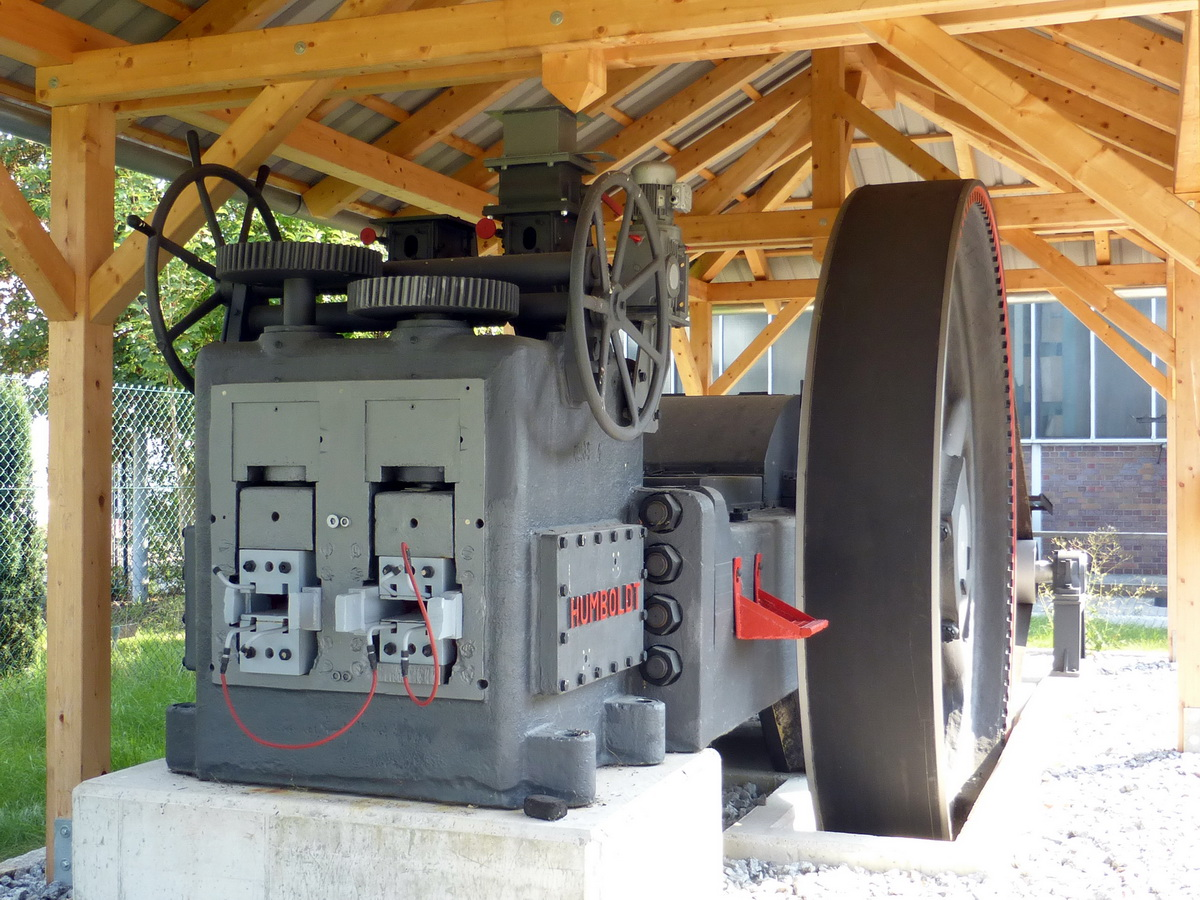
Brikettpresse in Wackersdorf
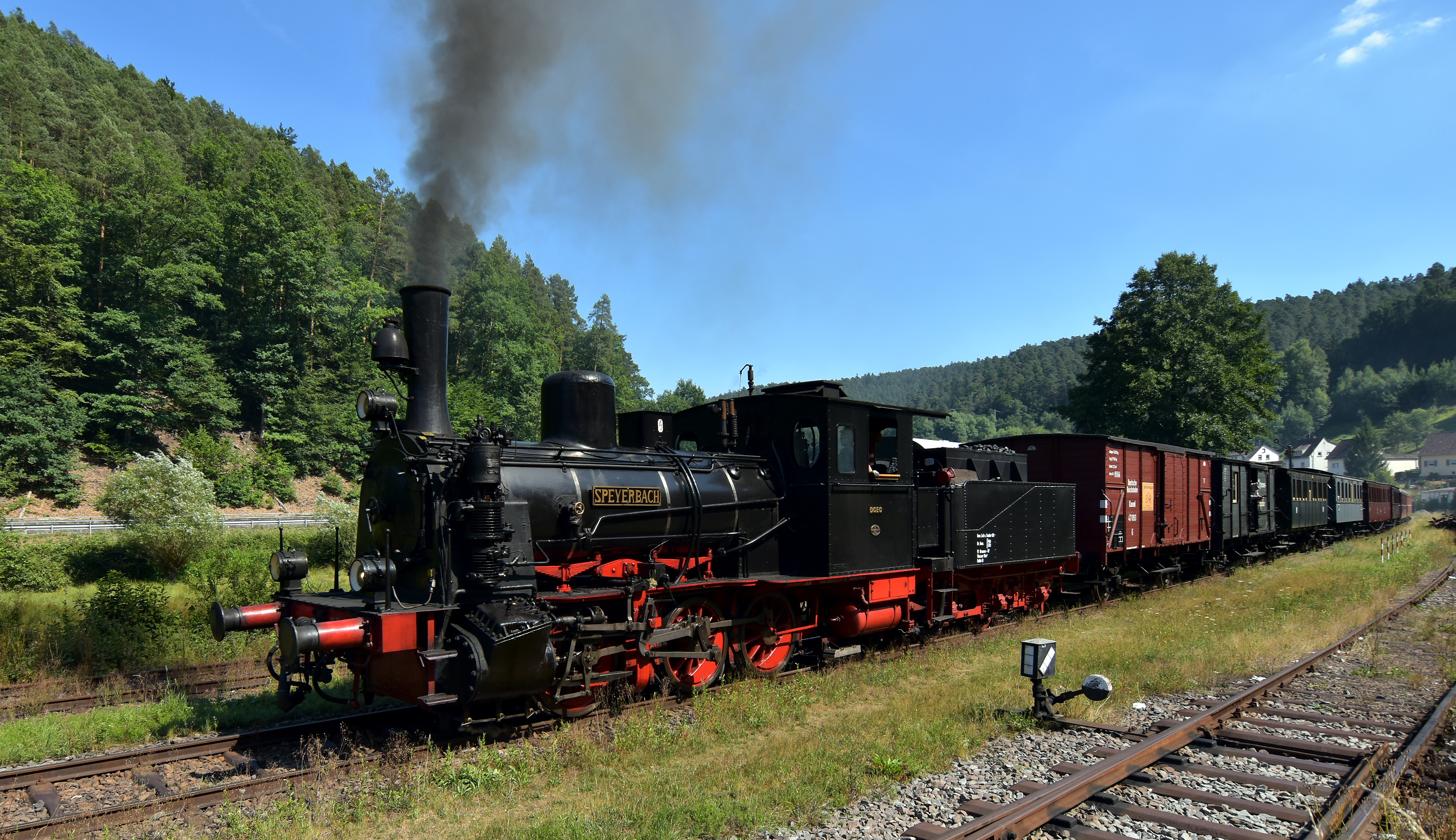
Lok „Speyerbach“ vom Kuckucksbähnel in Elmstein